# Fed Cup 2017
De Fed Cup werd in 2017 voor de 55e keer gehouden. De Fed Cup is de jaarlijkse internationale tenniscompetitie voor landenteams, voorbehouden aan vrouwen. Dit jaar deden 95 teams met het toernooi mee.
Tsjechië was de driejarige titelverdediger, en de nummer een van de plaatsingslijst. In de halve finale verloren zij van de latere winnaars, het ongeplaatste team van de Verenigde Staten.

## Wereldgroep I
|  | eerste ronde 11 en 12 februari | eerste ronde 11 en 12 februari |                           |   | halve finale 22 en 23 april | halve finale 22 en 23 april |  |  | finale 11 en 12 november | finale 11 en 12 november |
|  |                                |                                |                           |   |                             |                             |  |  |                          |                          |
|  |                                |                                |                           |   |                             |                             |  |  |                          |                          |
|  | Minsk (hardcourt, binnen)      |                                |                           |   |                             |                             |  |  |                          |                          |
|  |                                |                                |                           |   |                             |                             |  |  |                          |                          |
|  | Wit-Rusland                    | 4                              |                           |   |                             |                             |  |  |                          |                          |
|  | Wit-Rusland                    | 4                              | Minsk (hardcourt, binnen) |   |                             |                             |  |  |                          |                          |
|  | Nederland (4)                  | 1                              |                           |   |                             |                             |  |  |                          |                          |
|  | Nederland (4)                  | 1                              | Wit-Rusland               | 3 |                             |                             |  |  |                          |                          |
|  | Genève (hardcourt, binnen)     |                                | Wit-Rusland               | 3 |                             |                             |  |  |                          |                          |
|  |                                | Zwitserland                    | 2                         |   |                             |                             |  |  |                          |                          |
|  | Zwitserland                    | Zwitserland                    | 2                         | 4 |                             |                             |  |  |                          |                          |
|  | Zwitserland                    |                                | Minsk (hardcourt, binnen) | 4 |                             |                             |  |  |                          |                          |
|  | Frankrijk (2)                  | 1                              |                           |   |                             |                             |  |  |                          |                          |
|  | Frankrijk (2)                  | 1                              | Wit-Rusland               | 2 |                             |                             |  |  |                          |                          |
|  | Maui (hardcourt, buiten)       |                                | Wit-Rusland               | 2 |                             |                             |  |  |                          |                          |
|  |                                | Verenigde Staten               | 3                         |   |                             |                             |  |  |                          |                          |
|  | Verenigde Staten               | Verenigde Staten               | 3                         | 4 |                             |                             |  |  |                          |                          |
|  | Verenigde Staten               | Wesley Chapel (gravel, buiten) |                           | 4 |                             |                             |  |  |                          |                          |
|  | Duitsland (3)                  | 0                              |                           |   |                             |                             |  |  |                          |                          |
|  | Duitsland (3)                  | 0                              | Verenigde Staten          | 3 |                             |                             |  |  |                          |                          |
|  | Ostrava (hardcourt, binnen)    |                                | Verenigde Staten          | 3 |                             |                             |  |  |                          |                          |
|  |                                | Tsjechië (1)                   | 2                         |   |                             |                             |  |  |                          |                          |
|  | Tsjechië (1)                   | Tsjechië (1)                   | 2                         | 3 |                             |                             |  |  |                          |                          |
|  | Tsjechië (1)                   |                                |                           | 3 |                             |                             |  |  |                          |                          |
|  | Spanje                         | 2                              |                           |   |                             |                             |  |  |                          |                          |
|  | Spanje                         | 2                              |                           |   |                             |                             |  |  |                          |                          |

Eerstgenoemd team speelde thuis.

## Wereldgroep II
Er waren acht deelnemende landen in Wereldgroep II. In het weekeinde van 11 en 12 februari 2017 speelde iedere deelnemer een landenwedstrijd tegen een door loting bepaalde tegenstander.
- België, Oekraïne, Rusland, Slowakije gingen naar de Fed Cup 2017 Wereldgroep I play-offs.
- Australië, Italië, Roemenië en Taiwan gingen naar de Fed Cup 2017 Wereldgroep II play-offs.

## Wereldgroep I play-offs
Er waren acht deelnemende landen in de Wereldgroep I play-offs. In het weekeinde van 22 en 23 april 2017 speelde iedere deelnemer een landenwedstrijd tegen een door loting bepaalde tegenstander.
- Duitsland, Frankrijk en Nederland handhaafden hun niveau, en bleven in Wereldgroep I.
- België promoveerde van Wereldgroep II in 2017 naar Wereldgroep I in 2018.
- Oekraïne, Rusland en Slowakije wisten niet te ontstijgen aan Wereldgroep II.
- Spanje degradeerde van Wereldgroep I in 2017 naar Wereldgroep II in 2018.

## Wereldgroep II play-offs
Er waren acht deelnemende landen in de Wereldgroep II play-offs. In het weekeinde van 22 en 23 april 2017 speelde iedere deelnemer een landenwedstrijd tegen een door loting bepaalde tegenstander.
- Australië, Italië en Roemenië handhaafden hun niveau, en bleven in Wereldgroep II.
- Canada promoveerde van haar regionale zone in 2017 naar Wereldgroep II in 2018.
- Groot-Brittannië, Kazachstan en Servië wisten niet te ontstijgen aan hun regionale zone.
- Taiwan degradeerde van Wereldgroep II in 2017 naar haar regionale zone in 2018.

## België
België speelde voor het eerst sinds 2013 in Wereldgroep II. Het Belgische team bestond uit Yanina Wickmayer (WTA-60), Kirsten Flipkens (WTA-74), Elise Mertens (WTA-83) en Maryna Zanevska (WTA-123). Tijdens een uitwedstrijd wisten zij de dames van Roemenië uit te schakelen. In april speelde België om promotie in en tegen Rusland. België werd vertegenwoordigd door Elise Mertens (WTA-66), Maryna Zanevska (WTA-114), Alison Van Uytvanck (WTA-132) en An-Sophie Mestach (WTA-218). Het Belgische team zorgde voor een stunt van formaat door de veel hoger geklasseerde Russinnen te verslaan, waardoor België promoveerde naar Wereldgroep I.
| datum      | tegenstander | uitslag | locatie | groep | ronde             | w/v   |
| ---------- | ------------ | ------- | ------- | ----- | ----------------- | ----- |
| 2017-02-12 | Roemenië     | 3-1     | uit     | WG II | eerste ronde      | winst |
| 2017-04-22 | Rusland      | 3-2     | uit     | WG II | promotiewedstrijd | winst |

## Nederland
Nederland speelde voor de tweede keer op rij in Wereldgroep I. Het Nederlandse team bestond in de eerste ronde uit Kiki Bertens (WTA-24), Cindy Burger (WTA-137), Arantxa Rus (WTA-176) en Michaëlla Krajicek (WTA-253). De ontmoeting met en in Wit-Rusland werd met 1-4 verloren. Voor de degradatiewedstrijd tegen Slowakije stonden opgesteld: Kiki Bertens (WTA-20), Richèl Hogenkamp (WTA-136), Cindy Burger (WTA-157) en Arantxa Rus (WTA-184). Door de Slowaakse dames met 3-2 te verslaan, ging het Nederlandse team opnieuw naar het hoogste niveau.
| datum      | tegenstander | uitslag | locatie | groep | ronde               | w/v     |
| ---------- | ------------ | ------- | ------- | ----- | ------------------- | ------- |
| 2017-02-12 | Wit-Rusland  | 1-4     | uit     | WG I  | eerste ronde        | verlies |
| 2017-04-23 | Slowakije    | 3-2     | uit     | WG I  | degradatiewedstrijd | winst   |

## Legenda
| niveau 1 | niveau 2 | niveau 3 | niveau 4 | niveau 5 |